# Numan Celebicihan
Numan Celebicihan, född 1885, död 23 februari 1918 i Sevastopol, var en krimtatarsk politiker och president for Krims folkrepublik 1917-1918.
I samband med ryska revolutionen upphörde Guvernementet Taurien att fungera och krimtatarerna utropade i december 1917 en självständig republik, Krims folkrepublik, med Numan Celebicihan som president; området kom att bli del av den nya Ukrainska folkrepubliken då denna utropades den 22 januari 1918 men behöll en relativ autonomi. Redan samma månad kom dock bolsjevikerna till makten på halvön och Celebicihan avsattes, sattes i fängelse och avrättades vid arkebusering den 23 februari.